# Stajsko gnojivo
Stajsko gnojivo, je smjesa krutog i tekućeg životinjskog izmeta. Može biti pomiješano sa steljom, koju čine dodaci od slame, sijena, kukuruzovine, piljevine i drugih sličnih dodataka koji služe za zaštitu životinja od hladnoće i vlage iz mokraće. 
Zrelo fermentirano stajsko gnojivo, kompost, najčešće se koristi u poljoprivredi za poboljšavanje kvalitete zemljišta. U zemlju se unosi razbacivanjem posebnim prikolicama za razbacivanje, a otopljeno u vodi zajedno s tekućom gnojnicom može se posebnim strojevima unositi direktno ispod površine kako bi se spriječili neugodni mirisi.   
Poluzrelo, djelomično fermentirano stajsko gnojivo koristi se za uzgoj kalifornijskih glista. 
Sirovo stajsko gnojivo najčešće se koristi za dobivanje plina metana, poznatog i kao bioplina. U sirovom stajskom gnojivu s većim sadržajem stelje ima velik postotak celuloze koja se može izdvojiti kao nova sirovina za proizvodnju papira ili kao energija biomase, tj., kao obnovljivo gorivo.